# Agrochola ferrugineoides
Agrochola ferrugineoides là một loài bướm đêm trong họ Noctuidae.